# Neurobiología Interpersonal
La neurobiología interpersonal (IPNB por sus siglas en inglés)  es un marco interdisciplinario asociado al desarrollo y funcionamiento humanos. Fue desarrollado en la década de 1990 por Daniel J. Siegel, quien trató de reunir una amplia gama de disciplinas científicas para demostrar cómo la mente, el cerebro y las relaciones se integran para alterarse mutuamente. 
En la IPNB, la mente se considera un proceso que regula el flujo tanto de energía como de información a través de su neurocircuito, que luego se comparte y regula entre las personas mediante el compromiso, la conexión y la comunicación. Siegel propuso que estos procesos integrados dentro de las relaciones interpersonales pueden dar forma a la maduración genéticamente programada del sistema nervioso. De este modo, Siegel cree que la mente tiene una cualidad irreductible que informa su enfoque.
La neurobiología interpersonal también propone que existe un impacto sustancial de las experiencias interpersonales en el desarrollo del cerebro durante los primeros años de desarrollo. Siegel parte de la base de que las interrupciones de la continuidad, la presencia y la disponibilidad del cuidador dan lugar a trastornos del apego que se manifiestan como cambios físicos en las estructuras neuronales que conforman la percepción de la realidad. Se afirma que esto puede influir en la inteligencia emocional, la complejidad de los comportamientos y la flexibilidad de las respuestas más adelante en la vida. Por tanto, se argumenta que la IPNB es una interacción sistemática de "causa y efecto" entre la composición genética y las experiencias sociales que influyen en el funcionamiento neurobiológico y psicológico.

## Historia
En la universidad de california Siegel reunió a una variedad de académicos de las disciplinas antropología, física, neurociencia, sociología, lingüística, genética, psiquiatría y más. En esta reunión, argumentó que la comprensión contemporánea de la 'mente' y el efecto de las relaciones sociales en el desarrollo/funcionamiento del cerebro estaba subdesarrollada.
De manera más general, en ese momento no había, y sigue habiendo, ningún acuerdo sobre lo que significa mente . La apelación más antigua y todavía común es el texto de Hipócrates Sobre la enfermedad sagrada que se refiere a la mente como 'actividad cerebral'. Algunos sociólogos, lingüistas y antropólogos han argumentado que esta definición es inadecuada y han argumentado que la mente también ocurre entre nosotros, no solo dentro de nosotros/nuestras cabezas. Tales posiciones son controvertidas, y los neurocientíficos y los médicos han ridiculizado lo absurdo de esta visión relacional de la mente, en lugar de proponer que todos nuestros pensamientos y sentimientos, y por lo tanto nuestra mente, son el resultado de la actividad cerebral. Esta es la visión estándar en línea con el texto Principios de Psicología de William James de 1890 . Sin embargo, Siegel argumentó que debido a que los estudios de desarrollo de las relaciones de apego infantil demostraron que las relaciones infantiles rotas con los padres podrían impedir el crecimiento, a veces incluso causando la muerte, como se describe por primera vez en el texto de Sigmund Freud de 1927 La cuestión del análisis laico, la vista estaba justificada.
Al cuestionar la definición de trabajo interdisciplinario de la mente, Siegel propuso en cambio que la mente es un proceso corporal y relacional que regula el flujo de energía e información. Durante los siguientes cuatro años y medio, Siegel y quienes estaban de acuerdo con él comenzaron a construir un marco de neurobiología interpersonal.
En la coautoría de la Neurobiología Interpersonal también figuran:
- Alan Schore
- Luis Cozolino
- Bonnie Badenoch

## Teoría Moderna del Apego[5]
Durante la última década, la teoría del apego ha experimentado una intensa expansión tanto de sus fundamentos científicos originales como de sus aplicaciones al trabajo clínico. La descripción original de Bowlby tuvo lugar durante un período de conductismo y de énfasis en la situación extraña y en las conductas de base seguras, que luego dio paso a un dominio de la cognición y a un énfasis en las narrativas de apego y en las capacidades reflexivas. 
En línea con el objetivo fundamental de Bowlby de integrar los modelos psicológicos y biológicos del desarrollo humano, el interés actual por los procesos afectivos de base corporal, la regulación interactiva, la maduración cerebral temprana dependiente de la experiencia, el estrés y las transacciones relacionales no conscientes ha cambiado la teoría del apego hacia una teoría de la regulación. Este énfasis en los sistemas cerebrales derechos que subyacen al apego y al cambio evolutivo ha forjado a su vez conexiones más profundas con los modelos clínicos de cambio psicoterapéutico, todos ellos en consonancia con las concepciones psicoanalíticas. 
La teoría moderna del apego puede así incorporarse al núcleo de la teoría, la investigación y la práctica del trabajo social desde la neurociencia.

## Aspectos
El concepto de Cerebro-Mente-Relaciones o Triángulo del Bienestar en IPNB pretende demostrar cómo la mente y las interacciones sociales dan forma a las conexiones neuronales del cerebro. Cada aspecto interactúa con los demás para crear bucles de retroalimentación continuos, que se asemejan al sistema abierto de la mente, el cerebro y las relaciones que responden continuamente a nuevas experiencias a través de la neuroplasticidad .

### Cerebro y cuerpo
Al igual que otros modelos de Relación Mente-Cuerpo, IPNB ve el cerebro y el cuerpo íntimamente conectados. De hecho, hay múltiples "cerebros" dentro del cuerpo, en términos de colecciones neuronales. El intestino humano tiene aproximadamente 100.000.000 de neuronas ("cerebro intestinal"), que están conectadas a otras redes neuronales y al "cerebro en el cráneo". La teoría polivagal de Stephen Porges describe cómo el sistema nervioso vago es central para conectar las redes neuronales en todo el cuerpo.
El modelo manual del cerebro de Siegel intenta simplificar la complejidad de la formación del cerebro al enfatizar la interacción entre el tronco encefálico, los sistemas límbicos (hipocampo y amígdala) y la corteza prefrontal media, por lo tanto, las relaciones cerebro-mente.

Proximidad cercana entre el sistema límbico (hipocampo y amígdala) y el tronco encefálico

- Tronco encefálico : una función importante del tronco encefálico implica la regulación. Esta mediación del sistema nervioso autónomo (incluido el sistema nervioso simpático y parasimpático ) controla nuestra homeostasis del ritmo cardíaco, la respiración, el hambre y el descanso, así como nuestras respuestas de lucha/huida/congelación/desmayo a las amenazas percibidas, y más.
- Hipocampo : El hipocampo es la estructura de memoria mejor reconocida en el cerebro. Se asocia notablemente con la memoria explícita y declarativa y comienza a desarrollarse aproximadamente a los 18 meses de edad.
- Amígdala : la amígdala procesa principalmente recuerdos implícitos, respuestas emocionales y decisiones. La clave de las respuestas emocionales es su mediación del miedo, absorbiendo y analizando rápidamente la información más rápido que la conciencia para desencadenar potencialmente una respuesta de huida/lucha a través del tronco cerebral.
- Corteza prefrontal : dentro de la corteza prefrontal del cerebro se encuentra la región prefrontal media, que incluye la corteza orbitofrontal, la circunvolución frontal medial y la corteza prefrontal ventrolateral . Estas áreas son responsables de las habilidades de funcionamiento superior de ideas/pensamientos abstractos, razonamiento/pensamiento y planificación anticipada. El área también se ha relacionado con la regulación del sistema nervioso autónomo, la cognición social, la moralidad y la autoconciencia.[1]

Debido a la proximidad de la corteza prefrontal media, el tronco encefálico y los sistemas límbicos de la amígdala y el hipocampo, Siegel argumentó que era la integración de estas áreas a través de la corteza prefrontal la que controlaba nueve funciones neurobiológicas e interpersonales esenciales, incluido:
- Regulación del cuerpo
- comunicación sintonizada
- Equilibrio Emocional
- Flexibilidad de respuesta
- Modulación del miedo
- Empatía
- Visión
- Conciencia Moral
- Intuición

### Mente
En IPNB, la mente es el proceso corpóreo y relacional que regula el flujo de energía e información tanto dentro como entre los cerebros. El término mente en el Triángulo de la Existencia Humana se ha dividido en las Cuatro Facetas de la Mente : (2019)
- Experiencia subjetiva : la percepción respectiva y la textura sentida de la vida.
- Conciencia : la experiencia de saber o ser consciente, y el conocimiento de que somos conscientes.[2]
- Procesamiento de información : de la misma manera que una computadora recopila, almacena, usa y produce información, la mente procesa patrones de energía que simbolizan una cascada de entidades en las que se accede a esta información y se usa para otras actividades mentales. Existe un Sistema de Procesamiento de la Información que es el encargado de procesar las memorias y cuando este falla se configuran las Memorias Patogénicas o comúnmente conocido como Trauma Psicológico
- Autoorganización : cuando las partes de un sistema complejo se diferencian y luego se vinculan, regulando el flujo de energía e información de su propio surgimiento. Un fracaso de la autoorganización provoca un desarrollo caótico o rígido de los acontecimientos.[2] En el caso de IPNB, en medio de circunstancias adversas, las personas entraron en espiral en ciclos caóticos/rígidos.

### Relaciones
En la epigenética, el desarrollo psicológico puede ocurrir a través del intercambio bidireccional entre la herencia y el medio ambiente, con nuestra cultura circundante y el medio ambiente influyendo en la personalidad de uno. IPNB fomenta la epigénesis, exclamando que la activación de neuronas de experiencias/relaciones variantes puede alterar las moléculas reguladoras que controlan la expresión génica, dando forma así a la actividad y estructura de los circuitos neuronales. Las redes neuronales asociadas con experiencias afectivas negativas desarrollan axones más gruesos y más dendritas, lo que permite que este afecto afecte el comportamiento más rápido e intensamente que la información proveniente de la corteza prefrontal. Es probable que las redes neuronales asociadas con las experiencias de afecto positivo no estén tan bien retenidas ni sean tan impactantes en el cerebro debido a su falta de importancia para la supervivencia. Las experiencias negativas en IPNB son presumiblemente "súper autopistas" de conexiones neuronales entre la amígdala y el tronco encefálico, que se refuerzan fácilmente a través de la repetición mental y el sesgo atencional. De donde tales conexiones humanas pueden crear y dar forma a conexiones neuronales, emerge la mente. IPNB argumenta que esto altera directamente los procesos de memoria, emoción y autoconciencia dentro del sistema límbico. Esto es problemático en el desarrollo de desequilibrios químicos desfavorables y cambios estructurales neuronales asociados con depresión, ansiedad, etc.

### Integración
Siegel se refiere a la integración como el proceso de vincular partes diferenciadas en un todo funcional. En IPNB, la integración es la energía vinculada y el flujo de información entre las relaciones, el cerebro y la mente. IPNB considera que las relaciones interpersonales tempranas en la vida pueden dar forma a las estructuras neuronales que crean representaciones de la experiencia, lo que permite una visión coherente del mundo. Por lo tanto, las relaciones pueden facilitar o inhibir la integración de una experiencia holística y coherente. Usando un MEG, los armónicos del conectoma revelan cómo funciona el cerebro mediante ondas de actividad eléctrica que reclutan una variedad de regiones diferenciadas en una armonización. Si la integración se deteriora, posiblemente a través de malas relaciones entre el bebé y el cuidador, IPNB afirma que los individuos pueden caer en patrones de comportamiento "caóticos" o "rígidos", lo que posiblemente explique por qué el desarrollo está "atrofiado" en tales individuos.

#### Dominios de Integración Potencial
En IPNB, Siegel cree que hay nueve dominios de integración imprescindibles para la salud del cerebro:
1. Conciencia: diferenciar el conocimiento de los conocimientos de lo que somos conscientes.
2. Bilateral: las funciones diferenciadas de los hemisferios izquierdo y derecho. Las terapias que utilizan la estimulación bilateral ayudarán a este proceso.
3. Vertical: conecta las señales del cuerpo y las regiones neurales inferiores del tronco encefálico y el área límbica con las regiones corticales superiores.
4. Memoria: vinculación de los elementos diferenciados de la memoria implícita con la experiencia autobiográfica y fáctica de la memoria explícita.
5. Narrativa: dar sentido a la memoria y la experiencia de tal manera que uno encuentre significado en los eventos que han ocurrido.
6. Estado: respetando los estados mentales diferenciados que conforman la amplia gama de grupos de memoria, pensamiento, comportamiento y acción que son la naturaleza de nuestro ser de múltiples capas.
7. Interpersonal: honrar la experiencia interna del otro y vincularse en una comunicación respetuosa.
8. Temporal: la capacidad de representar el 'tiempo' o el cambio en la vida y reflexionar sobre este 'paso del tiempo' (p. ej., vida versus muerte).
9. Identidad: el sentido de agencia y coherencia potencialmente asociado con los sentimientos de pertenencia.

## Impacto en el apego y el desarrollo
En la teoría del apego y la psicología del desarrollo, la neurobiología interpersonal demuestra cómo las experiencias integradoras pueden promover o reducir el crecimiento de las fibras integradoras en el cerebro. Al nacer, el cerebro de un bebé no está completamente desarrollado, siendo aproximadamente el 25% del volumen del cerebro de un adulto en su primer año y el 75% en su segundo año. Este subdesarrollo permite que el entorno contribuya al desarrollo, y las áreas subcorticales del cerebro experimentan un rápido crecimiento en los primeros 6 meses. Las neuronas espejo promueven este desarrollo, ya que se disparan tanto cuando uno ve un acto intencional en otra persona como cuando realizan esa misma acción, "reflejando" el comportamiento del otro. Las neuronas espejo también estimulan internamente lo que ves sentir a otra persona. En el que las neuronas espejo se entrenan a través del aprendizaje hebbiano, la activación simultánea de las células conduce a aumentos pronunciados en la fuerza sináptica entre esas células, lo que significa "células que disparan juntas, se conectan juntas". En IPNB, los bebés y los niños aprenden emociones como la felicidad y la tristeza a partir de sus relaciones y del reflejo de sus cuidadores principales. La comunicación sintonizada del cuidador que es empático y presenta su disponibilidad emocional al bebé da forma a su desarrollo emocional, tanto verbal como no verbal. Las reacciones de los cuidadores a las emociones también se convierten en la forma en que el niño entiende qué emociones son aceptables, y las relaciones futuras del niño posiblemente dependan de la relación del cuidador del bebé. Sin embargo, las regiones que incluyen la corteza prefrontal se desarrollan en la tercera década de la vida, y la regulación emocional básica no es un factor que dependa demasiado del cuidador.
Crecer en entornos familiares estresantes y disfuncionales o experimentar un aislamiento social extremo puede atrofiar las áreas 'emocionales' del cerebro (p. ej., la corteza prefrontal y el sistema límbico). Por ejemplo, los vínculos tóxicos entre padres e hijos que involucran discusiones, abuso verbal/físico y enojo regular afectan gravemente el sentido de agencia, coherencia y afectividad del niño en las interacciones con los demás. Podría decirse que los padres con problemas personales no resueltos también pueden proyectar estas emociones en sus hijos. Internamente, el cortisol neurotóxico elevado en la región límbica que coincide con experiencias de unión subóptimas puede matar neuronas y alterar genes en el eje hipotalámico pituitario suprarrenal (HPA), que controla la liberación de la hormona del estrés. Las moléculas reguladoras que controlan la expresión génica pueden cambiar por el estrés, lo que conduce a la poda y reestructuración aceleradas de las redes neuronales, lo que aumenta la vulnerabilidad latente de uno al apego y los trastornos mentales .  En total, dependiendo de la salubridad de la relación bebé-cuidador, los distintos estilos de apego identificados en la observación clínica, Situación extraña, se conectarán dentro del niño, incluido el apego seguro, el apego ansioso-ambivalente y el apego ansioso-evitativo/desdeñoso-evitativo . Los niños que carecen de un apego seguro con su cuidador son más propensos a las enfermedades mentales. Por ejemplo, Siegel afirma que hay muy pocas fibras inhibidoras que se conectan desde la corteza prefrontal media hacia abajo hasta la amígdala en personas con trastorno bipolar . Entonces, como un niño de 8 años, si tiene 900 fibras que bajan a la amígdala para calmarla y necesita 600 para que funcione bien, con 900 está bien.  Pero durante el proceso de poda de la adolescencia, si un niño está sujeto a altos niveles de estrés (además de ser probablemente inducido genéticamente) y la mitad de las fibras inhibidoras son podadas, experimentará síntomas (como cambios de humor) debido a esta reestructuración de Redes neuronales.
Esto también indica el desafío intergeneracional de manejar el estrés, ya que los padres con un vínculo previo ansioso entre el bebé y el cuidador pueden, sin saberlo, transmitir este estilo de apego a sus propios hijos. Debido a que la plasticidad del cerebro no se limita a los primeros años de desarrollo, una terapia eficaz puede crear nuevas conexiones neuronales y redes neuronales asociadas con una mejor regulación de las emociones y una comunicación sintonizada, lo que permite fomentar mejores relaciones interpersonales.

## Aplicaciones a la práctica
Aunque hay una falta de investigación empírica sobre la aplicación profunda de la neurobiología interpersonal, varios estudios informados por IPNB sugieren su beneficio para una variedad de campos.

### Consejería

#### Miller et al. 2016
Este estudio utilizó un marco IPA para evaluar las mejoras potenciales de la práctica clínica de los consejeros después de aprender IPNB en un curso de un año. En resumen, los consejeros reconocieron al IPNB por facilitar el desarrollo tanto personal como profesional. Su desarrollo personal implicó un aumento de la compasión, la empatía y la aceptación hacia sí mismos y hacia los demás. También informaron una mayor conciencia de sí mismos, presencia en las relaciones con los demás y confianza en su propio sentido intuitivo como médicos, todas las cuales han sido características críticas comprobadas para la práctica de consejería efectiva. La mayoría de los participantes notaron un movimiento hacia vínculos más seguros, lo que les permitió profundizar más con los clientes. También notaron que se volvieron más conscientes de las reacciones a los clientes que se debieron a sus propias historias personales, lo que les permitió responder con mayor precisión a las necesidades de los clientes en lugar de a sus propias necesidades. La perspectiva de IPNB sobre las experiencias que influyen en el desarrollo del cerebro y luego de la mente ayudó a los participantes a ver las luchas de las personas de una manera menos "patológica". Se consideró probable que este cambio en la comprensión de las luchas de los clientes mejorara la empatía y, por lo tanto, la relación interpersonal y las intervenciones seleccionadas entre el profesional y el cliente.
La naturaleza subjetiva del marco IPA y el tamaño pequeño de la muestra de participantes (n=6) limita la confiabilidad y validez del estudio y, por lo tanto, la efectividad de IPNB. Los participantes también tenían características étnicas y de género relativamente homogéneas, lo que sugiere que los beneficios del IPNB son potencialmente inválidos para diferentes identidades.

#### Meyer et al. 2013
Meyer, et al. (2013) aborda la neurobiología interpersonal a través de los procesos biológicos e interpersonales que ocurren dentro de las relaciones bebé/cuidador, y lo que este desarrollo del debate naturaleza vs crianza implica para los consejeros. En primer lugar, se alienta a los consejeros a adoptar un enfoque holístico de la práctica que incorpore influencias naturales y enriquecedoras, como ver las emociones aprendidas de los cuidadores en relación con el funcionamiento psicológico actual. Los consejeros también pueden medir construcciones como la regulación afectiva para comprender el desarrollo emocional de un paciente y relacionarlo con el estado de las fibras integradoras en la corteza prefrontal y el sistema límbico. También se recomendó implementar los conceptos de apego IPNB en la relación de consejería para que se pueda formar un apego seguro entre el consejero y el cliente y el cliente pueda reconstruir nuevos patrones afectivos saludables en un ambiente seguro. Se afirma que esto se implementa a través de la comunicación sintonizada, el reflejo emocional y la empatía de los consejeros. La perspectiva de IPNB sobre el desarrollo temprano también reconoce que los problemas de los clientes pueden reflejar patrones desarrollados durante la infancia. Por lo tanto, se aconseja a los consejeros que determinen qué patrones emocionales son actualmente efectivos e ineficaces para el cliente e intenten reconfigurar los patrones neuronales saludables.

### Aplicaciones de Psicoterapia Clínica

#### Psicotraumatología
La Neurobiología Interpersonal viene traer un sustento teórico al tratamiento del trauma psicológico, trauma complejo, Estrés Postraumático y Trastornos Disociativos. 
La IPT recomienda como un modelo de estandarización clínica que los futuros psicotraumatólogos estudien Neurobiología Interpersonal como una fundamentación teórica base.
Los terapeutas EMDR, Brainspotting e IFS a menudo necesitan estudiar Neurobiología Interpersonal y Psicotraumatología para mejorar su conceptualización teórica del tema.

### Educación
La IPNB provee de un entendimiento más profundo y alternativo al marco teórico de habilidades socioemocionales.
Los especialistas en IPNB y la educación tienen mejor puntuación en regulación emocional, aprendizaje social y mejora del clima en la comunidad escolar
El diario de Page (2006) ilustra la aplicación de los conceptos de IPNB en el liderazgo/gestión en la constitución del cambio organizacional. Page afirma que la conciencia consciente y social que pueden inducir las enseñanzas informadas por IPNB puede permitir una comunicación más colaborativa y contingente, permitiendo que otros se 'sientan sentidos'. Entonces, Page cree que esta comunicación y energía armonizadas son imitadas y reflejadas por los empleados. Con el tiempo, los patrones neuronales, mentales y conductuales se arraigan en la organización, lo que anima a los empleados a asumir el desafío del liderazgo distribuido y mejora la complejidad individual y organizativa.
El marco ESEL es el único que integra el conocimiento de IPNB en la educación.

## Sitios Web
- Mindsight Institute
- GainMinds
- Asociación Hispanoamericana de Neurobiología Interpersonal (enlace roto disponible en Internet Archive; véase el historial, la primera versión y la última). esIPNB (enlace roto disponible en Internet Archive; véase el historial, la primera versión y la última).
- Dr. Allan N. Schore
- Dr. Lou Cozolino
- Diplomado de Neurobiología Interpersonal Newman

- Datos: Q85769727